# Dachstein (Francja)
Dachstein – miejscowość i gmina we Francji, w regionie Grand Est, w departamencie Dolny Ren.
Według danych na rok 1990 gminę zamieszkiwało 957 osób, 128 os./km².